# Lớp Chân bụng
Lớp Chân bụng (danh pháp khao học: Gastropoda) là một lớp động vật thuộc ngành Thân mềm. Lớp chân bụng bao gồm tất cả các loại ốc với mọi kích cỡ từ nhỏ đến khá lớn. Trong lớp này, có số lượng lớn ốc biển, ốc nước ngọt và ốc cạn.
Lớp chân bụng có số loài đã được đặt tên nhiều thứ hai, chỉ sau lớp Côn trùng về số lượng tổng thể. Có 611 họ thuộc lớp chân bụng, trong đó có 202 họ đã tuyệt chủng, được tìm thấy trong các hóa thạch.
Lớp chân bụng có mức độ đa dạng cao nhất trong ngành Thân mềm, với khoảng 60.000 đến 80.000 loài đang tồn tại. Do sự khác biệt đáng kể về giải phẫu, tập tính, thức ăn và sinh sản nên khó ước lượng chính xác số loài trong lớp này.
Đại diện của Lớp chân bụng sống trong các khu vườn, trong rừng, trong sa mạc, trên núi, trong các mương nhỏ, các con sông lớn và hồ, cửa sông, bãi bùn, bãi triều đá, dưới biển sâu...
Thông thường các loài trong lớp Chân bụng có một lớp vỏ bên ngoài đủ lớn để các phần mềm có thể rút hoàn toàn vào trong đó. Cũng có những loài chân bụng không có vỏ và những loài có vỏ chỉ tiêu giảm.

## Giải phẫu

Giải phẫu của loài ốc sên đất Helix aspersa. Lưu ý rằng giải phẫu này có thể không đúng với các loài chân bụng khác.
1:	vỏ; 2:	gan;
3:	phổi;
4:	hậu môn;
5:	lỗ hô hấp;
6:	mắt;
7:	tua;
8:	não hạch;
9:	ống nước bọt;
10:	miệng;
11:	diều (?);
12:	tuyến nước bọt;
13:	bộ phận sinh dục lỗ chân lông;
14:	dương vật;
15:	âm đạo;
16:	tuyến nhầy;
17:	noan quản;
18:;
19:	chân;
20:	dạ dày;
21:	thận;
22:	niêm mạc (nhuyến mạc ?);
23:	tim;
24:	ống dẫn tinh;

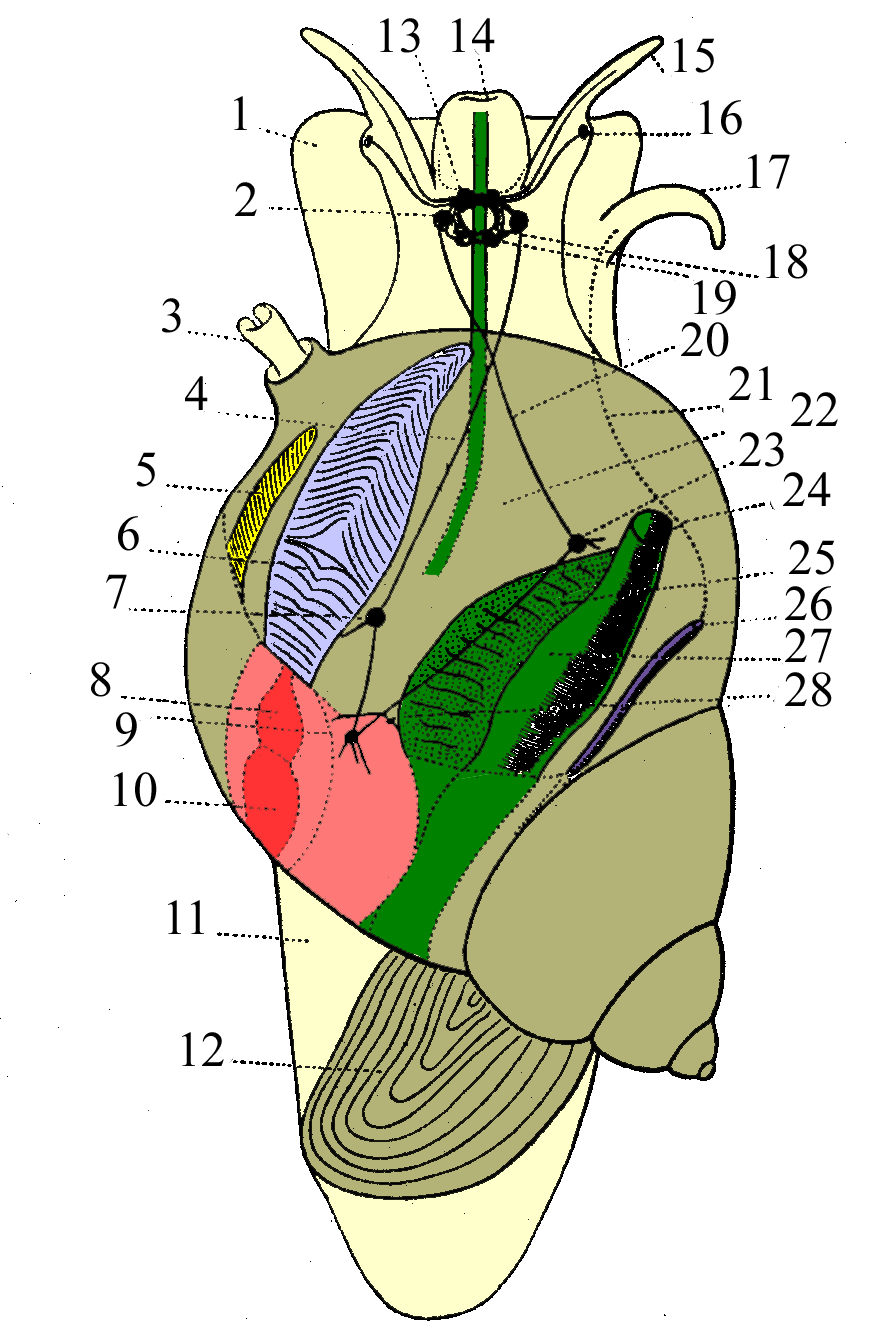
Giải phẫu của con đực thuộc một loài ốc sên thủy sinh. Lưu ý rằng giải phẫu này có thể không đúng với các loài chân bụng khác.
Vàng nhạt - cơ thể
Nâu - vỏ và nắp
Xanh lá - hệ tiêu hóa
Đỏ tía nhạt - mang
Vàng - osphradium
Đỏ - tim
Hồng-
Tím đậm -
1. chân
2. não hạch
3. pneumostome
4. upper commissura
5. osphradium
6. mang
7. màng phổi hạch
8. tâm nhĩ của tim
9. nội tạng hạch
10. tâm thất
11. chân
12. nắp
13. não
14. miệng
15. tua (giác quan, 2 hoặc 4)
16. mắt
17. dương vật
18. vòng thần kinh thực quản
19. pedal ganglion
20. lower commissura
21. ống dẫn tinh
22. khoang hô hấp
23. hạch đỉnh
24. hậu môn
25. tụy gan
26. tuyến sinh dục
27. trực tràng
28. nephridium

## Phân loại

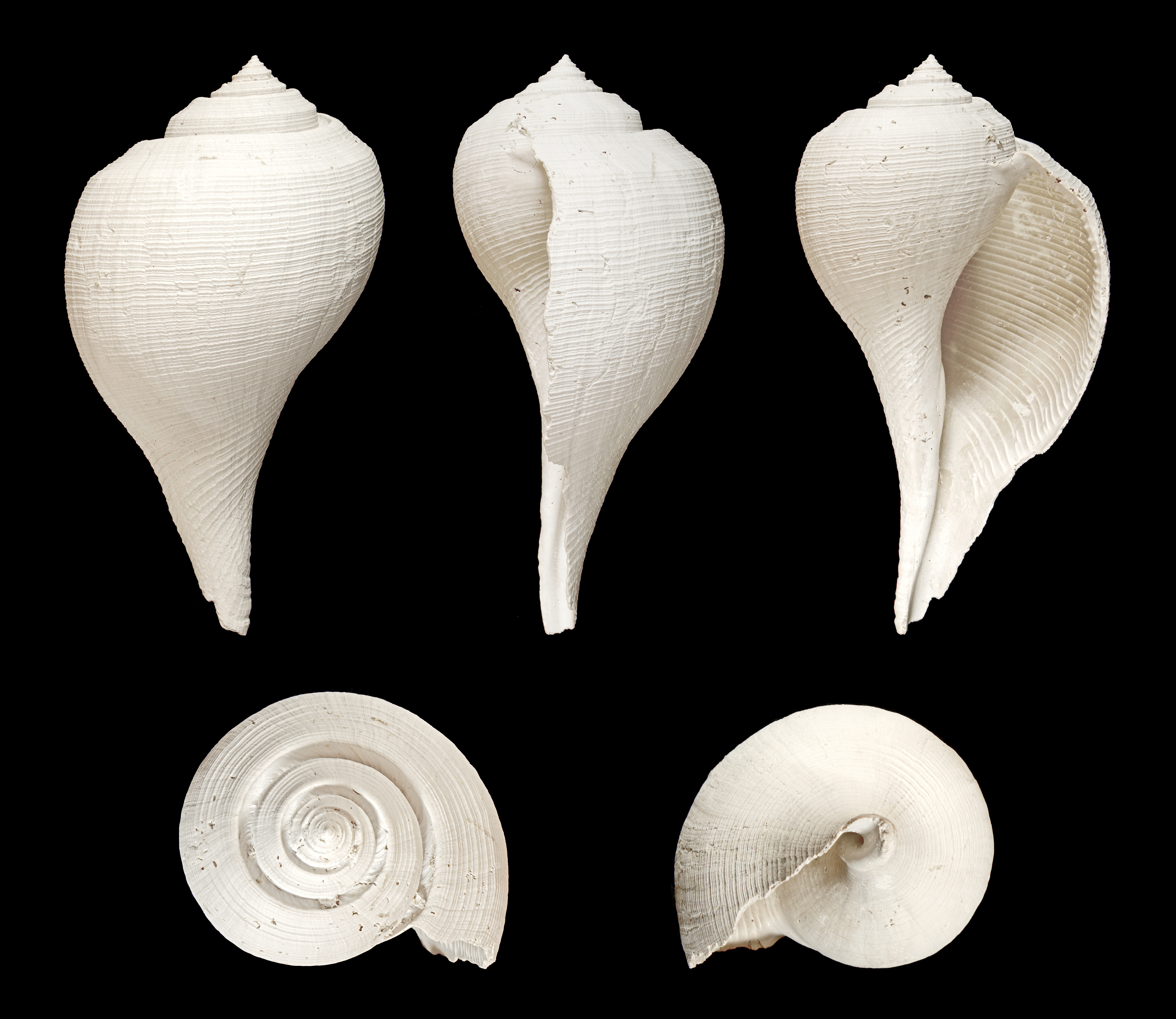
5 góc nhìn vỏ của Fulguropsis

Trước đây, lớp Chân bụng được chia thành 4 phân lớp:
- Opisthobranchia (mang ở bên phải và cạnh tim).
- Gymnomorpha (không vỏ)
- Prosobranchia (mang ở phía trước tim).
- Pulmonata (có phổi thay cho mang)

Những cách phân loại cũ chủ yếu dựa trên hình thái của các loài, tuy nhiên các kết quả từ nghiên cứu DNA đã dẫn đến sự thay đổi khóa phân loại.

## Hình ảnh

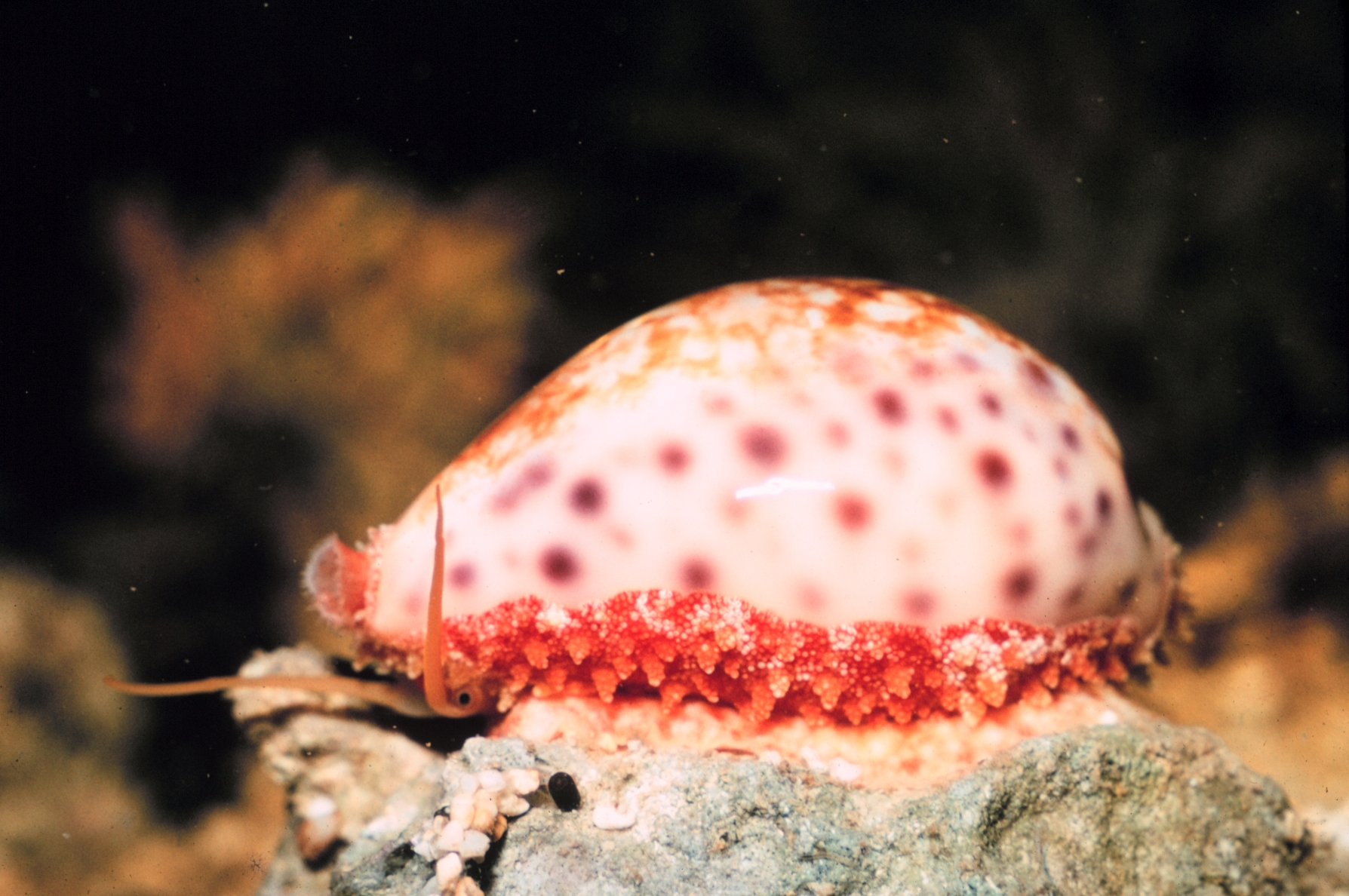
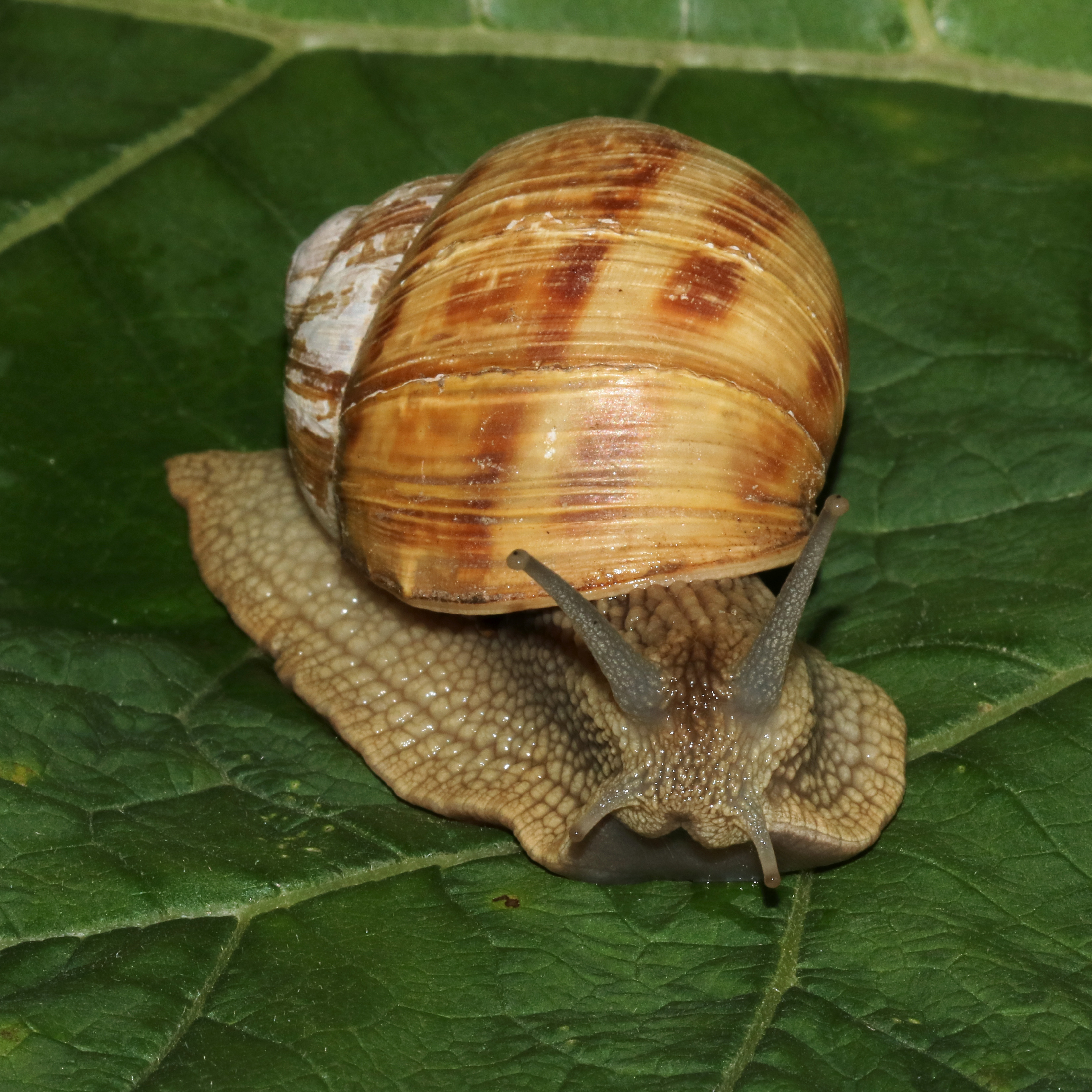
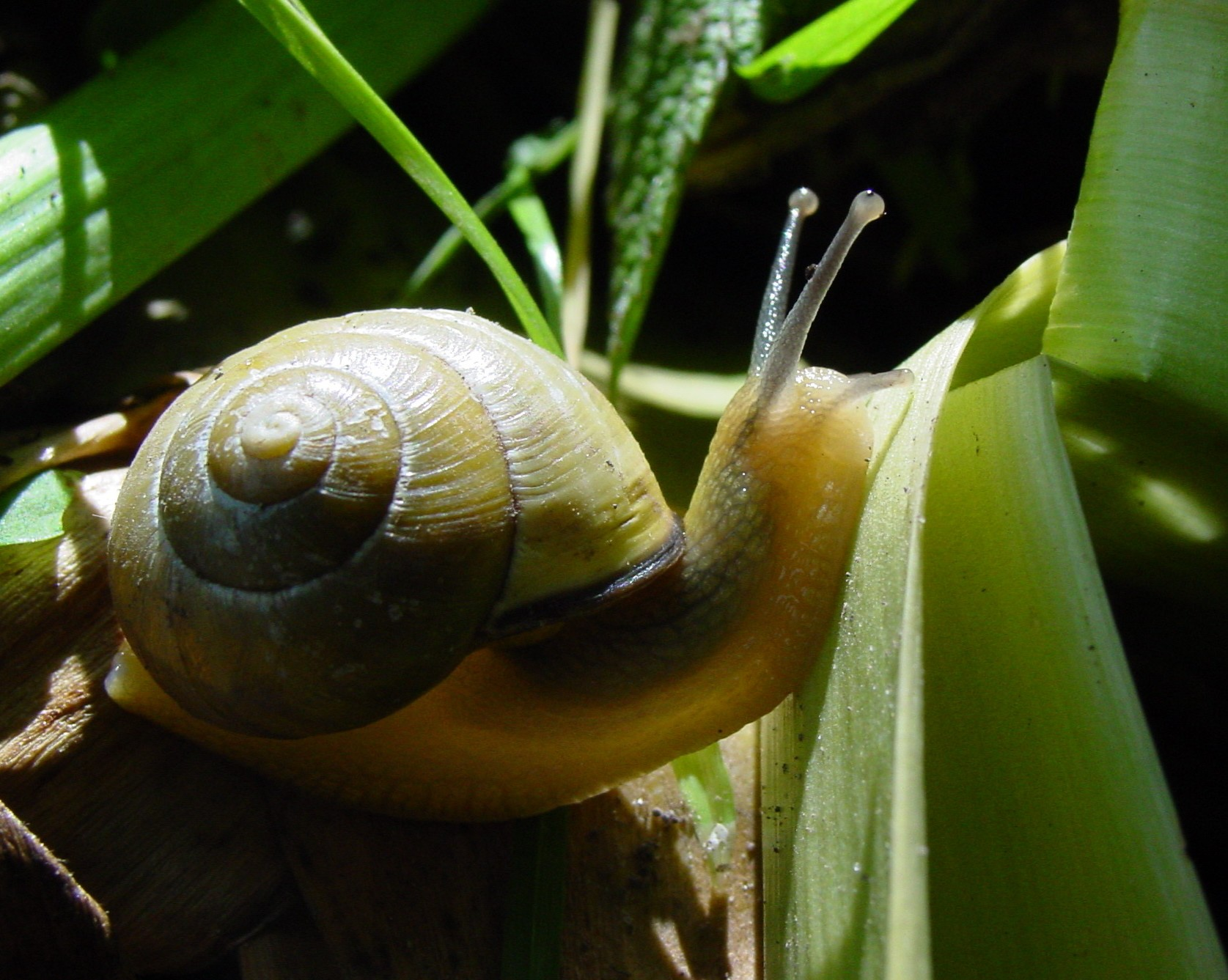